# Costantino X Ducas
Costantino X Ducas (in greco Κωνσταντίνος Ι΄ Δούκας?, Kōnstantinos X Doukas; 1006 – Costantinopoli, 22 maggio 1067) è stato un imperatore bizantino.
Fu basileus dei Romei dal 22 novembre 1059 fino alla sua morte.

## Biografia

### Origini e ascesa al trono
Era figlio di Andronico Ducas, nobile originario della Paflagonia che aveva ricoperto l'incarico di stratego della Mesia. Nulla è noto della sua giovinezza, tranne il fatto che praticò studi di filosofia e di teologia (materie per cui avrebbe provato interesse anche dopo l'ascesa al trono); si sposò con una figlia di Costantino Dalasseno ma non si sa se ebbe figli.
Dopo la morte della prima moglie, si risposò con Eudocia Macrembolitissa, una nipote del patriarca Michele I Cerulario, grazie al quale acquistò una discreta influenza a corte. Nel 1057, sostenne il colpo di Stato di Isacco I Comneno ma progressivamente si allontanò dal sovrano per avvicinarsi alla fazione più vicina all'alta burocrazia imperiale e si oppose, sia pure cautamente, alle riforme e alla politica di Isacco che tendeva a favorire l'esercito (di cui era esponente). In ogni caso, nel novembre del 1059, su impulso di Michele Psello, Isacco, stressato e sempre più malato, decise di nominare Costantino Ducas quale suo successore; il 24 novembre dello stesso anno, l'imperatore abdicò e Costantino fu incoronato nuovo basileus.

### Regno
Costantino, già anziano al momento dell'ascesa al trono e di salute malferma, decise di associare al potere i suoi due figli più grandi, Michele e Costantino e nominò suo fratello, Giovanni Ducas, come kaisar (Cesare). La sua politica interna fu completamente sbilanciata a favore degli interessi della Chiesa e della burocrazia di corte: abrogò le riforme del predecessore, aumentò il numero e gli stipendi dei funzionari di corte, riempì il Senato di sicofanti, ridusse drasticamente le spese militari e sciolse la milizia armena di 60000 uomini, smantellando l'intero sistema difensivo orientale proprio nel momento in cui i turchi selgiuchidi e loro alleati turcomanni avrebbero iniziato a premere sui confini imperiali.
Incapace di mantenere un esercito stanziale e di provvedere alla difesa delle piazzeforti di frontiera, l'imperatore diede ordine di reclutare mercenari in modo da colmare i ranghi della fanteria, fatto che significò la fine definitiva dei Themata e della classe dei piccoli agricoltori-soldato che erano stati il nerbo dell'esercito nonché il principale punto di forza degli Imperatori Macedoni contro la burocrazia nobiliare. L'arruolamento dei mercenari, inoltre, aggravò le spese militari e questo costrinse l'imperatore a inasprire i tributi, fatto che erose il consenso popolare e condusse ad un tentativo di regicidio, nel 1061.
Dopo il 1061, la situazione delle frontiere divenne ancor più negativa: Roberto il Guiscardo, nonostante un tardivo invio di rinforzi da Costantinopoli, conquistò tutti i possedimenti bizantini in Italia tranne la piazzaforte di Bari; in Asia Minore, il sultano selgiuchide Alp Arslan conquistò, nel 1064, gran parte della provincia di Armenia, inclusa la sua capitale; i turchi Oghuz, nel 1065, oltrepassarono il Danubio; infine, gli ungheresi presero Belgrado.

### Morte e successione
Sempre più malato e debole, Costantino morì il 22 maggio 1067 dopo aver fatto giurare alla moglie, Eudocia Macrembolitissa, di non risposarsi e di mettere sul trono il suo figlio primogenito, Michele. Dal 22 maggio 1067 fino al primo gennaio 1068 l'Impero fu retto dalla basilissa Eudocia Macrembolitissa che, per paura delle minacce che gravavano sul trono e sull'Impero, sposò il generale Romano IV Diogene, associandolo a lei nella gestione del trono di Bisanzio.

## Famiglia
Costantino si sposò due volte.
Dalla sua prima moglie, una figlia di Costantino Dalasseno, sembra non abbia avuto figli, anche perché lei morì poco dopo le nozze. 
In seconde nozze Costantino sposò Eudocia Macrembolitissa, dalla quale ebbe sette figli, quattro maschi e tre femmine:
- Michele VII Ducas (1050 - 1080), che gli succedette al trono dei basileis;
- Un figlio morto infante;
- Anna Ducaina, che divenne suora;
- Andronico Ducas (1057 - dopo il 1081), che fu co-imperatore dal 1068-1078;
- Costantino Ducas (1060 - 1081), che fu co-imperatore dal 1060 al 1078;
- Teodora Anna Ducaina (1058 - dopo il 1075), che sposò Domenico Selvo, doge di Venezia;
- Zoe Ducaina, che sposò Adriano Comneno, fratello dell'imperatore Alessio I Comneno. Ebbe da lui un figlio, Alessio, e due figlie, forse chiamate Anna e Alessia.